# وردية البنغال
وردية البنغال هي صبغة حيث يستخدم ملح الصوديوم المكون لها عادة في قطرات العين لصبغ خلايا الملتحمة والقرنية المتضررة وبالتالي التعرف على الضرر الموجود بالعين؛ كما تستخدم أيضًا لتحضير المنخربات للتحليل المجهري.
يتم أيضًا دراسة شكل من أشكال وردية البنغال كعلاج بعض أنواع السرطان وأمراض الجلد، ويخضع حاليًا العقار المسمًى بـ بي في 10 (PV-10)
لتجارب سريرية لعلاج سرطان الخلايا الصبغية وسرطان الثدي؛ كما قامت الشركة بصياغة دواء يعتمد على وردية البنغال لعلاج التهاب الجلد والصدفية وهو حاليًا يخضع للتجارب السريرية كذلك.
وفي المخابر تستخدم هذه الصبغة للكشف المبدئي فإذا كانت النتيجة إيجابية (حدوث تراص) فالعينة مصابة بالبروسيلة وإذا كانت سلبية (لم يحدث تراص) فنلجأ لإجراء اختبارات تأكيدية للتأكد من وجود البروسيلات أو لا.

## التاريخ
تم إعداد وردية البنغال في الأصل عام 1882 من قِبل غنيم كنظير من الفلوريسئين. ويتم ذكرها في الأدبيات العلمية بوردة البنغال حيث اشتقت كلمة وردة من طبيعتها كزهرة، واشتقت كلمة البنغال من المنطقة.

## تطبيقات كيميائية

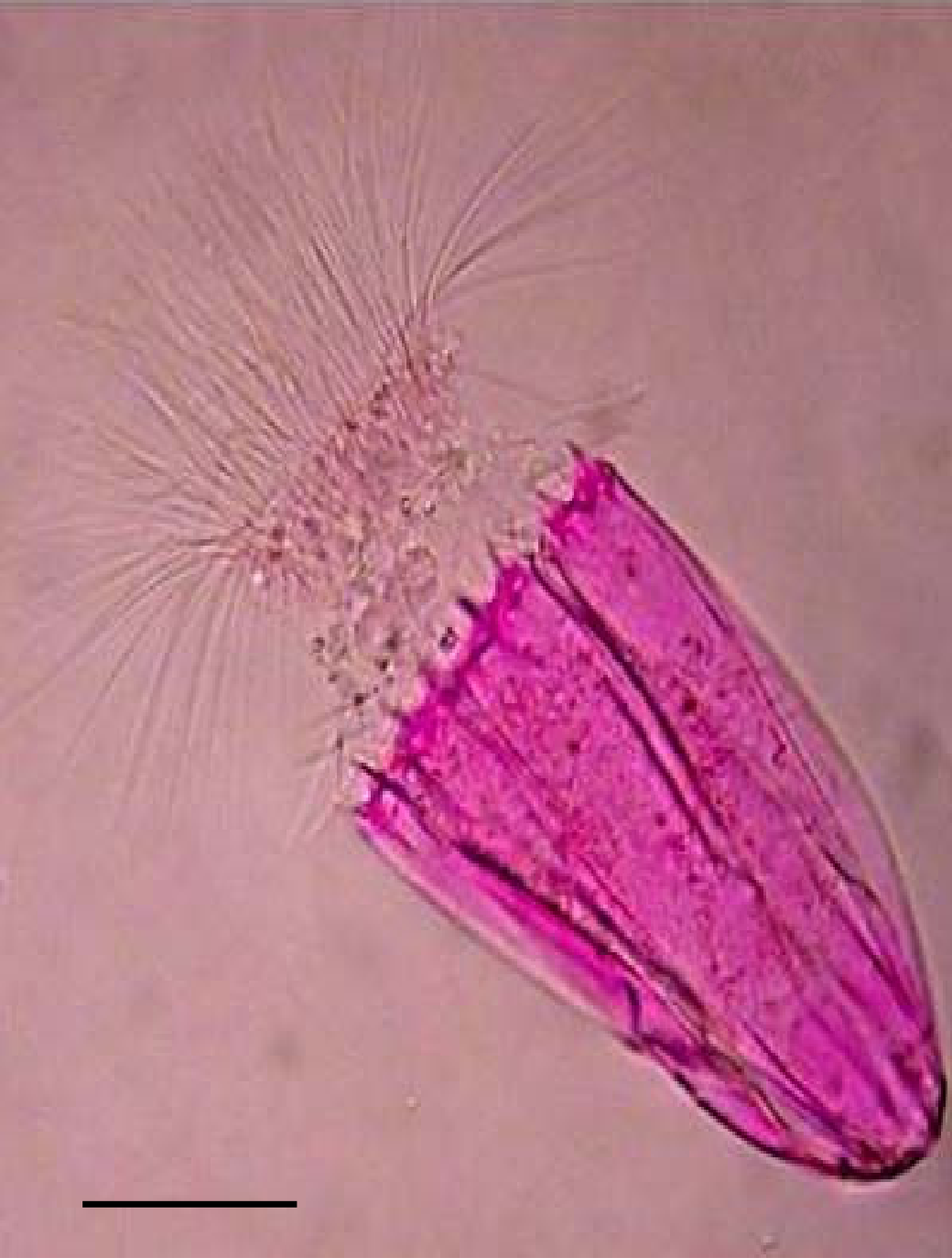
استخدام وردية البنغال كصبغة

على الرغم من الكيمياء الضوئية المعقدة الخاصة بها والتي تحتوي على العديد من الأنواع، فقد تم استخداد وردية البنغال في الكيمياء الاصطناعية لتحضير أكسجين واحدي من أكسجين ثلاثي. يمكن أن يخضع الأكسجين الواحدي بعد ذلك لعديد من التفاعلات المختلفة مثل تفاعل الإضافة الحلقية والألكين.

### المشتقات والأملاح
يمكن استخدام وردية البنغال لتشكيل العديد من المشتقات التي لها وظائف طبية مهمة، حيث تم إنشاء أحد هذه المشتقات لتكون حساسة للضوء بحيث يمكن استخدامها في علاج السرطان عند تركيز الموجات فوق الصوتية عالية الكثافة. تم تشكيل هذا المشتق من خلال وقف الخصائص الفلورية والضوئية لودرية البنغال لجعلها مركب قابل للاستخدام؛ وسميت في الدراسة باسم أر بي 2.

## تطبيقات بيولوجية
وُجد أن عقار (بي في 10) يسبب استجابة ملحوظة في 60% من الأورام المعالجة وذلك وفقًا للباحثين في دراسة المرحلة الثانية لسرطان الخلايا الصبغية.
تبين أن وردية البنغال لا تمنع فقط نمو وانتشار سرطان المبيض، ولكنها أيضًا تسبب موت الخلايا السرطانية وقد ثبت هذا في المختبر لنرى أن وردية البنغال لا تزال خيارًا محتملًا في علاج السرطان ويجب إجراء المزيد من البحوث.
تستخدم وردية البنغال في البحوث الطبية على نماذج السكتة الدماغية للحيوانات، حيث يتم حقن المركب في الجهاز الوريدي ثم يتم الكشف عن المنطقة المطلوبة (مثل القشرة الدماغية) واضاءتها بضوء ليزر 561 نانومتر. نجد تشكل جلطة في الأوعية الدموية المضيئة مسببة سكتة دماغية في نسيج الدماغ المشروط.
استخدمت وردية البنغال لمدة 50 عامًا في تشخيص سرطان الكبد والعين، كما استخدمت أيضأ كمبيد حشري.
وردية البنغال لها القدرة على صبغ الخلايا عندما يكون النسيج الطلائي السطحي غير محمي من قِبل طبقة الحماية أمام العين، حيث تم إثبات أن هذه الطبقة قادرة على منع وردية البنغال من صبغ الخلايا التي تغطيها. ولهذا فإن وردية البنغال لها وظيفة في تشخيص بعض المشاكل الطبية مثل اضطرابات الملتحمة.
تستخدم وردية البنغال أيضًا في صنع خيوط النانو، حيث يتم رسم الجروح على كلا الجانبين ومن ثم يتم إضاءتها بضوء شديد ليربط ألياف الكولاجين الدقيقة معًا حتى يلتئم الجرح؛ وهذا يجعل الشفاء أسرع ويقلل من فرص العدوى.